# Basters
|  | Per a altres significats, vegeu «baster». |

Els basters (també coneguts com a baasters, rehobothers o basters de Rehoboth) són els descendents de les relacions entre bòers de la Colònia del Cap i dones khoikhoi o de pobles bantus. La gran majoria viu a Namíbia i són similars als coloured de Sud-àfrica i als griqua de Namíbia. La gran majoria són parlants d'afrikaans, amb minoria anglòfona.
El nom baster és derivat de la paraula neerlandesa ‘bastard' (o ‘creuat'). Mentre qua alguns consideren el mot com a pejoratiu, els basters empren orgullosament el terme com a indicació de la seva història, de la mateixa manera que ho fan els métis del Canadà.
Els basters eren mestissos que podien haver estat absorbits per la comunitat blanca, però raons de caràcter econòmic i cultural més que no pas racials, els han convertit en el grup no blanc més pròsper de la zona. Solien treballar com a supervisors d'altres criats i esclaus i eren empleats de confiança dels amos blancs. Sovint eren tractats gairebé com a blancs. El grup també inclou els khois, negres lliures i mestissos que adquiriren propietats i s'establiren com a grangers. Sovint foren anomenats orlam, però també khoi i coloured, ja que parlaven afrikaans i duien una forma de vida europeïtzada. A començaments del segle xviii ja posseïen algunes granges a la colònia del Cap, però amb el creixement de la competició per la possessió de la terra i els prejudicis racials van patir la pressió de llurs veïns blancs i foren obligats o bé a ser absorbits per la classe servent de coloureds o bé a marxar als límits de la colònia per tal de mantenir la seva independència.
Des del 1750 Khamiesberg, situada al nord-oest de la colònia, esdevingué l'àrea d'establiment de colons basters independents. Des del 1780, quan els blancs començaren a disputar-se la seva zona, marxaren a la vall mitjana del riu Orange. Els baster que s'assentaren allí foren persuadits pels missioners de la London Missionary Society a adoptar el nom de griqua.
Profundament calvinistes, els basters cantaven himnes idèntics als que es cantaven als Països Baixos en el segle xvii i el seu fervor religiós quedà recollit en el seu lema Groei in Geloof (Creix en la fe). Coneguts com "les últimes reminiscències del Gran Trek", motls d'ells es veuen culturalment més propers als blancs que als negres, parlen afrikaans, prenen noms neerlandesos i són orgullosos de considerar-se més neerlandesos que els neerlandesos.
Els basters abandonaren la seva llar originària a la Colònia del Cap el 1868 per marxar cap al nord a la recerca de terra, i s'establiren a Rehoboth (actualment al centre de Namíbia). El 1872 van fundar-hi la República Lliure de Rehoboth, dissenyaren una bandera d'influència alemanya i redactaren una constitució que encara regeix la seva acció política actual. Van mantenir com a territori base Rehoboth, i alguns d'ells continuaren marxant cap al nord i s'establiren a la ciutat angolenya de Lubango, que ells batejaren com a Ouivamo. Molts d'ells foren obligats a retornar a Namíbia entre 1928 i 1930 pels blancs sud-africans, qui no podien entendre perquè els seus cosins il·letrats i profundament religiosos podien viure entre els salvatges.
Després que el seu territori fos incorporat a l'Àfrica del Sud-oest Alemanya, els baster col·laboraren amb els colons alemanys i lluitaren al seu costat durant les guerres contra els hereros. Com a resultat, van mantenir la seva terra i ramats mentre que els names i hereros en foren desposseïts i enviats a camps de concentració. La cooperació entre l'Imperi alemany i els basters acabà el 8 de maig de 1915, quan els alemanys els declararen la guerra a causa de la seva negativa a lluitar al seu costat en la Primera Guerra Mundial. Com que es consideraven sud-africans, s'oferiren a les tropes sud-africanes durant la guerra però foren rebutjats pel general Louis Botha, qui afirmava que els coloureds no s'havien de barrejar en una guerra entre Sud-àfrica i Alemanya.
Alguns basters continuaren reclamant la legitimitat de la República Lliure de Rehoboth, i van demanar el reconeixement de la Lliga de Nacions perquè, segons la llei internacional, la república podia mantenir l'estatut de nació sobirana. El 1952 els basters presentaren una petició a les Nacions Unides amb la mateixa intenció, però sense resultats. El 1979 Sud-àfrica els va oferir l'autodeterminació si lluitaven contra el SWAPO, moviment per la independència de Namíbia. Els basters ho rebutjaren i decidiren romandre-hi neutral, raó per la qual només van rebre el semiautònom bantustan de Rehoboth (conegut com a Baster Gebiet), situat als voltats de Rehoboth, i semblant als altres bantustans sud-africans. El bantustan es va mantenir fins al 29 de juliol del 1989, quan es va independitzar Namíbia.
Molts basters continuaren demanant autonomia interna i el nacionalisme baster és representant en la política namíbia a través del Partit de la Llibertat Rehoboth. Molts basters són sospitosos per al govern de Namíbia, especialment per ser reticents al sufragi femení; encara que no és explícitament clar, la seva constitució del 1872 no preveu el vot per a les dones. La tradició dels baster es pot veure en el fet que de fet només han tingut tres líders (kapteins) des del 1872: Hermanus van Wyk, el moisès de la nació baster qui va guiar el seu poble fins a rehoboth, Johannes Hans Diergaardt i John McNab.
Mentre que el nombre actual de basters no és clar (es parla d'entre 20.000 i 40.000 individus), els basters afirmen que la seva hereència cultural podria perdre's en l'actual Namíbia dirigida per aquells pobles que ells ajudaren a combatre en la lluita anticolonial.